# Mortacci
Pour plus de détails, voir Fiche technique et Distribution.
Mortacci est un film italien réalisé par Sergio Citti, sorti en 1989.

## Synopsis
Dans un cimetière, les âmes des défunts se rassemblent chaque nuit jusqu’à ce qu’elles puissent être autorisées à entrer dans l’au-delà. Se souvenant de leur passé respectif et des circonstances de leur mort, ils espionnent constamment les personnes vivantes en étant témoins de leurs crimes

## Fiche technique
- Titre : Mortacci
- Réalisation : Sergio Citti
- Scénario : Sergio Citti, David Grieco, Vincenzo Cerami et Ottavio Jemma (en)
- Photographie : Cristiano Pogany
- Montage : Ugo De Rossi
- Musique : Francesco De Masi
- Pays d'origine : Italie
- Format : Couleurs - Mono
- Genre : comédie noire et fantastique
- Durée : 102 minutes
- Date de sortie : 1989

## Distribution
- Vittorio Gassman : Domenico
- Carol Alt : Alma Rossetti
- Malcolm McDowell : Edmondo
- Galeazzo Benti : Tommaso Grillo
- Mariangela Melato : Jolanda
- Sergio Rubini : Lucillo Cardellini
- Nino Frassica : le guide
- Andy Luotto : Angelo Cuoco, alias 'Scopone'
- Aldo Giuffré : l'employé des pompes funèbres
- Alvaro Vitali : Torquato
- Silvana Bosi : la mère de Torquato
- Luciano Manzalini : Giggetto Ruggero
- Eraldo Turra : Felice Ruggero
- Donald O'Brien : Archibald Williams
- Michela Miti : La barista
- Gina Rovere : Ada
- Livia Venturini